# Svenska Mästerskapet 1902
Il Campionato svedese di calcio 1902 (svedese: Svenska Mästerskapet i Fotbol 1900) è stato la 7ª edizione del torneo. 
È stata vinta dall'Örgryte al quinto titolo nazionale.

## Partecipanti
| Club           | Città     | Stagione precedente |
| -------------- | --------- | ------------------- |
| Jönköpings AIF | Jönköping | Esordiente          |
| Örgryte        | Göteborg  | Semifinali          |

## Tabellino
| Jönköping , ore CEST | Jönköpings AIF | 0 – 8 | Örgryte | Vallområdet |